# Sân bay Jerez
Sân bay Jerez (tiếng Tây Ban Nha: Aeropuerto de Jerez) (IATA: XRY, ICAO: LEJR), còn được gọi là sân bay La Parra, là một sân bay có cự ly 8 km (5,0 mi) về phía đông bắc của Jerez de la Frontera ở miền Nam Tây Ban Nha, khoảng 28,1 mi (45,2 km) từ Cadiz. Đây là một sân bay hiện đại với các khu vực khởi hành và đến ở tầng trệt.
Sân bay tọa lạc thuận tiện cho việc truy cập đến Gibraltar, Cadiz, Tarifa và Costa del Sol với thời gian 90 phút lái xe.
Hầu hết du khách tại sân bay đến từ Đức và Vương quốc Anh, tuy nhiên khoảng 36% lượng hành khách đến sân bay tại Jerez là trên các chuyến bay nội địa.

## Các hãng hàng không và điểm đến
| Hãng hàng không                   | Các điểm đến                                                                   |
| --------------------------------- | ------------------------------------------------------------------------------ |
| Arkefly                           | Theo mùa: Amsterdam, Málaga                                                    |
| Condor                            | Theo mùa: Berlin-Schönefeld, Düsseldorf, Frankfurt, Hamburg, Munich, Stuttgart |
| Germanwings                       | Theo mùa: Cologne/Bonn                                                         |
| Iberia điều khiển bởi Air Nostrum | Madrid                                                                         |
| Iberia Express                    | Madrid                                                                         |
| Jetairfly                         | Theo mùa: Brussels                                                             |
| Luxair                            | Theo mùa: Luxembourg                                                           |
| Ryanair                           | Theo mùa: Barcelona, Hahn, London–Stansted                                     |
| Thomson Airways                   | Theo mùa: London–Gatwick, Manchester                                           |
| TUIfly                            | Theo mùa: Düsseldorf, Frankfurt, Hamburg, Hannover, Munich, Stuttgart          |
| Vueling                           | Barcelona                                                                      |

## Số liệu thống kê

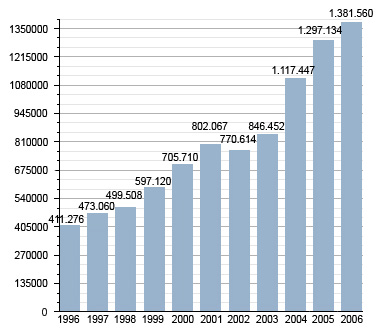

Số lượng hành khách (tính bằng nghìn) và hoạt động từ năm 2000:
| Năm                 | 2000   | 2001   | 2002   | 2003   | 2004   | 2005   | 2006   | 2007   | 2008   | 2009   | 2010   | 2011   | 2012   | 2013   |
| ------------------- | ------ | ------ | ------ | ------ | ------ | ------ | ------ | ------ | ------ | ------ | ------ | ------ | ------ | ------ |
| Hành khách (nghìn)  | 692    | 802    | 771    | 846    | 1.117  | 1.297  | 1.382  | 1.608  | 1.304  | 1.002  | 1.043  | 1.032  | 941    | 812    |
| Quá trình hoạt động | 24.800 | 26.988 | 32.687 | 24.946 | 26.599 | 38.235 | 46.535 | 50.374 | 50.511 | 45.451 | 50.941 | 41.713 | 38.701 | 42.257 |